# Нетко
„Нетко“ (по съкращението Netco от пълното име на английски: North Eastern Telecommunications Company) е телекомуникационна компания в Сомалия.
Създадена е в гр. Босасо през 1993 г. Собственост е на Исмаил Хаджи Абди.
Това е най-голямата телекомуникационна компания в Пунтленд. Тя е бързо развиваща се компания, като през последните 15 г. се е разраснала многократно. Има приблизително 800 хил. клиенти.
Произвежда домашни телефони, мобилни телефони и доставя Интернет. Сред следващите цели на „Нетко“ е прекарването на електричество през Пунтленд, като се смята, че ще бъде постигната през следващите 5 г.